# Заљубљена Мими
Заљубљена Мими (јап. 極上!!めちゃモテ委員長, Gokujō!! Mecha Mote Iinchō) је манга коју је написала и илустровала Томоко Нишимура. Објављивала се од 2006. до 2014. године у јапанској манга ревији Ciao. Адаптирана је 2009—2010. године у аниме серију од две сезоне. Прва сезона се у Србији, Црној Гори, Босни и Херцеговини и БЈР Македонији приказивала на ТВ Ултра од 2013. на српском језику. Синхронизацију је радио студио Лаудворкс. Нема ДВД издања.

## Главни ликови
- Мими Китагами је главна јунакиња. Председница је свог одељења - другог шест. Веома је одговорна, брине се да све у одељењу, па и школи, буде у реду. Воли моду и позната је као стручњак у тој области, те често дели савете целој школи и својим пријатељима. Члан је клуба принцеза Роуз.
- Тођо Ушио је Мимина симпатија. Бунтован је, али је слаб на Мими. Доста је хладан, но увек је ту да помогне пријатељима. Члан је трија ММ3.

## Улоге
| Име лика      | Српски глас        |
| ------------- | ------------------ |
| Мими Китагами | Теодора Живановић  |
| Темотемо      | Теодора Живановић  |
| Тођо Ушио     | Дејан Дедић        |
| Ао Нишизаки   | Милан Тубић        |
| Намито Нагумо | Владан Милић       |
| Рика Сакашита | Наташа Ђорђевић    |
| Кахо Харуи    | Јелена Петровић    |
| Карен Химено  | Јелена Петровић    |
| Сузуки        | Марјан Апостоловић |
| Анђу Сано     | Драгана Милошевић  |
| Руи Ђогосаки  | Јелена Стојиљковић |